# Lasioglossum nigriceps
Lasioglossum nigriceps är en biart som först beskrevs av Morawitz 1880.  Lasioglossum nigriceps ingår i släktet smalbin, och familjen vägbin. Inga underarter finns listade i Catalogue of Life.